# Портсмут (Род-Айленд)
Портсмут (англ. Portsmouth) — місто (англ. town) в США, в окрузі Ньюпорт штату Род-Айленд. Населення — 17 871 особа (2020).

## Демографія

### Перепис 2010
Згідно з переписом 2010 року, у місті мешкало 17 389 осіб у 6988 домогосподарствах у складі 4848 родин. Було 8294 помешкання
Расовий склад населення:
| - 94,6 % — білих - 1,6 % — азіатів - 1,3 % — чорних або афроамериканців - 0,2 % — корінних американців |

До двох чи більше рас належало 1,9 %. Частка іспаномовних становила 2,1 % від усіх жителів.
За віковим діапазоном населення розподілялося таким чином: 23,0 % — особи молодші 18 років, 60,6 % — особи у віці 18—64 років, 16,4 % — особи у віці 65 років та старші. Медіана віку мешканця становила 44,8 року. На 100 осіб жіночої статі у місті припадало 96,4 чоловіків; на 100 жінок у віці від 18 років та старших — 91,6 чоловіків також старших 18 років.
Середній дохід на одне домашнє господарство становив 118 550 доларів США (медіана — 91 626), а середній дохід на одну сім'ю — 133 618 доларів (медіана — 110 101). Медіана доходів становила 74 362 долари для чоловіків та 52 500 доларів для жінок. За межею бідності перебувало 6,1 % осіб, у тому числі 5,7 % дітей у віці до 18 років та 9,9 % осіб у віці 65 років та старших.
Цивільне працевлаштоване населення становило 8763 особи. Основні галузі зайнятості: освіта, охорона здоров'я та соціальна допомога — 24,0 %, науковці, спеціалісти, менеджери — 14,6 %, мистецтво, розваги та відпочинок — 10,9 %, роздрібна торгівля — 8,4 %.

### Перепис 2000
За даними перепису 2000 року
на території муніципалітету мешкало 17 149 людей, було 6 758 садиб.
Густота населення становила 285,3 осіб/км². З 6 758 садиб у 33,4 % проживали діти до 18 років, подружніх пар, що мешкали разом, було 61,1 %,
садиб, у яких господиня не мала чоловіка — 8 %, садиб без сім'ї — 28 %.
Власники 10 % садиб мали вік, що перевищував 65 років, а в 23,3 % садиб принаймні одна людина була старшою за 65 років. Кількість людей у середньому на садибу становила 2,53, а в середньому на родину 3.
Середній річний дохід на садибу становив 58 835 доларів США, а на родину — 68 577 доларів США. Чоловіки мали дохід 46 297 доларів, жінки — 31 745 доларів. Дохід на душу населення був 28 161 доларів. Приблизно 2 % родин та 3,4 % населення жили за межею бідності.
Медіанний вік населення становив 40 років. На кожних 100 жінок віком понад 18 років припадало 92,6 чоловіків.